# Теорія раціонального вибору
Теорія раціонального вибору — загальний термін для різних підходів теорії дії в економічних та соціальних науках. Ці підходи описують раціональну поведінку діючих суб'єктів (акторів).
Основні припущення класичної теорії раціонального вибору вбачаються вже в працях Фукідіда:
- Держави — головні актори міжнародної політики;
- Дії держав раціональні;
- Зовнішні дії з боку природи, як правило, безладні, але існують винятки;
- Основні цілі держав: могутність і безпека.

Поряд з цим теорія раціонального вибору орієнтується на класичну політичну економію Адама Сміта, посилається на «розуміючу соціологію» Макс Вебер та ідеї Ганса Моргентау. Робиться спроба пояснити складні соціальні дії на абстрактних моделях. Раніше представники теорії раціонального вибору бачили перспективи її застосування в можливості встановлення універсальних соціальних законів за аналогією з ньютонівської механікою, проте сучасні дослідники, визнаючи гідності математичних моделей для теоретичних побудов, також вказують на пріоритет причинних пояснень.
Моделі раціонального вибору варіюються від класичної концепції Homo œconomicus (економічна людина) до моделі RREEMM (людина винахідлива, обмежена, оцінююча, очікуюча, максимізуюча) у сучасній соціології. Щодо розуміння переваг раціонального індивіда в наш час[коли?] відсутня єдність.

## Теорія раціонального вибору в релігієзнавстві
Теорія раціонального вибору релігії (ТРВР) і теорія релігійної економіки (ТРЕ) є зрізом більш широкої сукупності теорії, що загалом називаються теоріями раціонального вибору. Ці теорії досліджують релігійні традиції загалом як економічні інститути, поведінку віруючого — як споживача релігійних послуг, а секуляризацію — як наслідок втрати монополії в суспільстві колишніми офіційними церквами. Обидві теорії набули поширення в США та виходили з унікальної ситуації цієї країни, суспільство якої не є секулярним, але держава є цілковито модерною та відмежована в правовому полі від релігії, ніколи не мавши офіційної церкви. В певному сенсі, ситуацію з численними рівноправними релігійними деномінаціями можна порівняти з вільним ринком, де кожен гравець має докласти маркетингових зусиль, щоб забезпечити себе клієнтурою (в даному випадку — вірянами), що й було зроблено представниками «нової парадигми». Можна сказати, що ТРЕ — це конкретне пристосування ТРВ до соціології релігії, і деякими авторами вважається синонімом ТРВ, якщо брати останню в вузькому сенсі, лише в соціолого-релігієзнавчому аспекті.
Загальний погляд представників ТРВ на релігію складається з кількох важливих постулатів.
1. Релігія не є чимось відсталим та ірраціональним, рудиментом архаїчної свідомості тощо. Людина робить релігійний вибір цілком раціонально, і взагалі більшість (якщо не всі) соціальних дій людини є раціонально вмотивованими, тобто перед тим, як їх вчинити, людина хоча б приблизно вимірює можливі ризики, позитивні та негативні результати. Емпіричні дослідження, на які спираються представники ТРВ, підкреслюють, що релігійні люди більш психічно врівноважені, соціально, розумово та навіть фізично здорові. Раціональність релігійного вибору полягає в тому, що людина завдяки йому максимізує вигоду від взаємин із надприродним та задовольняє свої релігійні потреби. В такому розумінні атеїсти — це просто люди з нульовою релігійною потребою, і лише тому вони не беруть участі в релігійному житті.
«Вони розуміють раціональність як раціональність суб'єктивну — виходячи з обмежених ресурсів та інформації, люди засвоюють таку поведінку, яка максимізує вигоду, у випадку з релігіями — від спілкування з надприродним»
Раціональність у даному випадку позиціонується як прагнення до ефективності практики, тобто акцент робиться на її прагматичному значенні, а раціоналізація є третьою компонентою процесу модернізації, поряд із диференціацією та соцієталізацією. Між тим, прагнення до ефективності властиве будь-якій соціально значущій діяльності, оскільки саме в соціальному вимірі формулюються ціннісні орієнтири, які слугують критеріями ефективності, і релігійна традиція також набуває раціональних рис із набуттям соціального виміру — можна стверджувати, що це відбувається у процесі становлення традиції як такої.
2. Релігійна активність вірян залежить від плюралізму та активності релігійних організацій, що в конкурентній боротьбі за адептів підвищують активність. Отже, саме від пропозиції на ринку релігійних послуг залежить попит, а попит і є релігійною участю та активністю вірян. Існування офіційної державної церкви знижує пропозицію і стає умовою поступового зниження попиту, як це сталося в Європі — тоді як релігійний плюралізм збільшує конкуренцію, а відтак і пропозицію, що призводить до зростання попиту.
3. Розвиток релігійності відбувається не лінійно, а циклічно — зниження напруги між релігійною організацією та суспільством призводить до секуляризації в настроях її вірян, але неодмінно виникають нові релігійні культи, з високою соціальною напругою, і відроджується релігійна активність населення. Процес циклу складається з трьох елементів — секуляризації, інновації та відродження, які поступово переходять з одного в інший, отже релігія ніколи не зазнає повного занепаду.

## Міф про секуляризацію
Одним зі значних напрямків, який розробляють автори ТРВ, є спростування теорії секуляризації. Зокрема, в статті Р. Старка «Секуляризація, спочивай із миром» (Secularization, R.I.P., 1999) розглядаються та спростовуються основні положення класичної теорії секуляризації: 
«доктрина секуляризації зросла на більш широкій теоретичній традиції теорії модернізації, яка стверджує, що зі зростанням індустріалізації, урбанізації та раціоналізації релігійність з необхідністю занепадає»; 
секуляризаційні пророцтва «не передбачають інституціональної диференціації — вони нічого не говорять про відокремлення церкви та держави або втрату безпосередньої світської влади церковними лідерами. Ці пророцтва стосуються перш за все індивідуальної побожності, особливо — релігійної віри»; «з усіх аспектів модернізації саме наука має найбільший руйнівний вплив на релігію»; «секуляризація вважається всепоглинаючим та незворотним станом, який поступово навіює якесь містичне відчуття недоторканості»; «в той час як більшість дискусій щодо секуляризації зосереджують свою увагу на християнському світі, всі провідні прихильники цієї теорії застосовують її більш глобально»
Отже, якщо підсумувати характерні риси секуляризації за Старком, то це процеси занепаду релігійного світогляду за доби модерну та заміни його світоглядом, зорієнтованим на природничі науки та заснованим на вірі у прогрес людства, що веде до довершеного суспільства та поширення західної цивілізації на всю земну кулю. Сам дослідник стверджує, що в 60-ті роки він поділяв цю думку і лише згодом відмовився від неї, як і П. Бергер та багато інших вчених, вважаючи, що місце цієї просвітницької вигадки якщо не на смітнику — то на кладовищі історії.
Брак документальних підтверджень існування періоду повного домінування релігійного в психіці індивідів, а також відсутність перед очима європейського прикладу боротьби релігії та держави (адже США як держава створювалася в просвітницькому середовищі англосаксонського протестантського світу, на відміну від, наприклад, Іспанії чи Франції), призвели до надання теорії секуляризації американськими вченими гротескних форм, створення «міфу про секуляризацію», який в подальшому і був жорстко розкритикований. Сутність цього міфу, спираючись на огляд концепту «теорії секуляризації» В. Суатосом та К. Хрістіано, які наслідували погляди Р. Старка, можна сформулювати наступним чином: раніше люди були значно більш релігійними, ніж зараз; колись, десь, у далекому минулому, існувало Століття Віри, що нині замінене на Століття Розуму. Така концепція секуляризації відображає лише одну з позицій, з яких варто розглядати цей процес, але видно, що вона стосується, переважно, доби Просвітництва, як й інші аспекти теорії секуляризації, вона спрямована не на індивідуальну релігійність, а на соціальне значення релігійних інституцій. Під «Століттям Віри» європейські та американські дослідники розуміють середньовіччя, прив'язуючи теорію секуляризації до теорії модернізації, і це стало причиною того, що теорія секуляризації була поставлена під сумнів внаслідок загальної кризи модерної раціональності та втрати переконання в її абсолютному статусі після світових війн ХХ століття. У 50-ті роки ХХ ст. відбувається стрімке зростання релігійності по всьому світу, а вже за 20-30 років постають нові теорії, що заперечують факт секуляризації та поступового занепаду релігії, і ТРВ стала однією з найяскравіших теорій у цьому контексті.

## Найбільш впливові представники ТРВ
Одним з найпослідовніших і найбільш важливих представників ТРВ є Родні Старк, який розвивав цю теорію ще з 70-х років і став автором чи співавтором найбільш важливих творів, присвячених ТРВ, зокрема: «Майбутнє релігії: Секуляризація, відродження та становлення культу» (The Future of Religion: Secularization, Revival and Cult Formation, 1985) та «Теорія релігії» (A Theory of Religion, 1987) — у співавторстві з В. Бейнбріджем; «Справи віри: Пояснення людського боку релігії» (Acts of Faith: Explaining the Human side of Religion, 2000) та «Воцерковлення Америки, 1776—2005: Переможці та невдахи в нашій церковній економіці» (The churching of America, 1776—2005: Winners and Losers in Our Religious Economy, 2008) — у співавторстві з Роджером Фінке.
Крім Р. Фінке та В. Бейнбріджа, ТРВ разом зі Старком чи окремо від нього розвивають Л. Яннакконе, Д. Шеркат, Е. Грілі та ін. Близькою до ТРВ є концепція «нової парадигми», розроблена в працях С. Ворена.

## Виноски
1. ↑   Graham Allison, Phillip Zelikow:Essence of Decision. Explaining the Cuban Missile Crisis.2. Auflage, 1999, S. 1-55, hier S. 27f.
2. ↑   George Tsebelis. Nested Games. Rational Choice in Comparative Politics. Berkeley / Los Angeles / Oxford 1990
3. ↑  «Опалев С. А.» Критика теории секуляризации в теории рационального выбора / Степан Опалев // Религиоведческие исследования. — 2010. — № 3-4. — М.: Издатель Воробьев А. В. — С. 170—189. — С. 175.
4. ↑  «Bruce S.» Choice and Religion: A Critique of Rational Choice Theory / Steve Bruce. — Oxford: Oxford University Press, 1999. — P. 13-17.
5. ↑  «Руткевич Е. Д.» «Новая парадигма» в социологии религии: Pro et Contra / Елена Руткевич // Вестник ИС РАН. — 2012. — № 6. — С. 219.
6. ↑  «Старк Р.» Секуляризація — спочивай з миром / Родні Старк // Релігієзнавчі нариси. — 2010. — № 1. — С. 119—123.
7. ↑  «Swatos W. H. Jr.» Secularization Theory: The Course of a Concept / William H. Jr Swatos, Kevin J. Christiano // Sociology of Religion. — 1999. — Vol. 60, №. 3. — Р. 219—220.